# Venda Nova (Amadora)
Venda Nova is een freguesia in de Portugese gemeente Amadora en telt 11 334 inwoners (2001).